# Ernst Nier
Ernst Nier (* 29. Juli 1857 in Beierfeld; † 23. Juni 1936 ebenda) war ein deutscher Unternehmer und Entwickler von Sturmlaternen.

## Leben und Wirken
Er wurde als drittes Kind des Löffelarbeiters Carl Hermann Nier und dessen Ehefrau Christiane Dorothea geborene Stiehler im sächsischen Erzgebirge geboren. Nach dem Besuch der Volksschule nahm er eine Klempnerlehre auf und ging ab 1875 auf die Walz. In die Heimat zurückgekehrt, gründete er mit seinem Bruder Hermann Nier († 1921) im gemeinsamen Elternhaus die Firma „Gebrüder Nier“, die sich auf die Herstellung von Laternen spezialisierte, nachdem ihm 1895 gelungen war, eine innovative Mischluft–Sturmlaterne in Löttechnik zu entwickeln. Nachdem 1898 die Albert Frank Metallwarenfabrik die Firma „Gebrüder Nier“ in Beierfeld angekauft hatte, wurde er Betriebsleiter in dieser Firma. Um 1900 erfand er die Sturmlaterne „Frankonia“, die ganz ohne Lötstellen auskam, 1905 folgte die Laterne „Regent“. Nachdem sein Bruder 1902 eine eigene Firma gegründet hatte, blieb Nier zunächst in der Frank-Firma, wechselte jedoch 1907 in die Firma seiner Schwiegersohns, das „Nironawerk“.
Er war Mitglied der NSDAP, Gründungs- und Vorstandsmitglied der Erzgebirgszweivereins Beierfeld sowie Gründungs- und Ehrenmitglied des Schützenvereins Beierfeld.
Am 29. Juni 1936 wurde Nier unter großer Anteilnahme der Bevölkerung im Beisein der örtlichen NSDAP- und SA-Vertreter, die Ehrenwachen stellten, und zahlreicher Geschäftsfreunde auf dem Friedhof in Beierfeld beigesetzt. Der Ortsgruppenleiter würdigte, dass Nier trotz seines hohen Alters größten Anteil am Kampf der Bewegung genommen hat.

## Ehrungen
- 1920er Jahre Benennung der Ernst-Nier-Schanze
- 1936 Ehrenbürger von Beierfeld
- 1990 Benennung der Ernst-Nier-Straße in Beierfeld

## Familie
Er heiratete Louise geborene Baumann. Aus der Ehe gingen die Kinder Max, Richard und E. Erich Nier hervor. Bruno Nier ist sein Neffe.